# 松島 (岡山県)
松島（まつしま）は岡山県倉敷市下津井にある島である。面積0.08km2であり、岡山県の有人島の内、面積最小の島である。

## 概要
鷲羽山麓の大浜の方約600m沖にある有人島。周囲は約1.2km。松が多いことが島名の由来とされる。島に平坦地は少なく、集落は海岸沿いにある。また、島の周囲は、岡山県下でも有数の優良な漁場とされる。
中世には松島庄太夫という豪族が島内を開発し、その宅地跡の遺跡が現存する。また、水軍の根拠地の一つとなり、島全体が要塞化されていたこともあり、島内には、藤原純友に由来する純友神社が存在する。『吉備温故秘録』には田畑1反2畝、家数2軒、男女9人と記載されている。かつてワカメ漁が盛んで、近代には移住者が増え、大正年間には20戸以上になるなど、人口が増えていった。その中で1902年（明治35年）に筆海小学校の分教場が設置された。戦後間もない頃には人口は100人を超え、1948年（昭和23年）には、児島市立下津井中学校の分校が設置された。1971年（昭和46年）には52人が生活。1979年（昭和54年）には本土からの海底送水管が敷設された。昭和40年代には、小中学校の校舎が相次いで新築されたが、1979年（昭和54年）には小学校が休校となり、1989年（平成元年）には中学校が休校となった。その後、1989年（平成元年）に小学校の分校が、2000年（平成12年）に中学校の分校がそれぞれ廃校となった。現在、同校の建物は松島分校美術館として活用されている。1998年（平成10年）には島民は一桁になり、2010年（平成22年）時点の人口は3名であった。2017年（平成29年）には、この内1人が島を去った。2018年4月時点の人口は1家族2名。現在の主産業は漁業である。2022年現在の島民は島おこしを志して移住してきた男性一名のみである。
水道、電気、電話は通じている。

## 交通
定期船は無く、児島味野港または下津井港などからチャーター便を利用する必要がある。